# ToolBook
ToolBook ist ein Autorenwerkzeug für die Erstellung von multimedialen Programmen. Es wird häufig bei der Entwicklung von Lernprogrammen verwendet.

## Geschichte
Paul Allen, der Co-Gründer von Microsoft, neben Bill Gates, verließ Microsoft im Jahr 1985 und gründete Asymetrix. Anfangs wurde an einem Tabellenkalkulationsprogramm gearbeitet, was später eingestellt wurde.
Die erste Version von Toolbook (1.0) war sehr langsam auf den Computersystemen der damaligen Zeit. Mit dem Erscheinen der Version 1.5 ein Jahr später änderte sich dieser Zustand und nach einigen Fehlerbehebungen erschien Version 1.53. Dies war die erste produktiv einsetzbare Version von Toolbook. Einige Zeit später veröffentlichte Asymetrix die Version Multimedia ToolBook – die Standardversion mit einigen Erweiterungen für die Multimediaentwicklung.
Toolbook wurde zuerst von Asymetrix mit dem Erscheinen von Microsoft Windows 3.0 im Jahr 1990 veröffentlicht. Es gab sogar eine gemeinsame Presseerklärung zum Erscheinen beider Programme. Das Toolbook-Autorenwerkzeug wurde zwar nicht mit Windows ausgeliefert, allerdings die benötigten Runtime-Dateien und ein kleines Beispielprogramm namens DayBook. 
Der ursprüngliche Gedanke von Asymetrix war es, Toolbook als visuelles Autorenwerkzeug zu etablieren. Allerdings veröffentlichte Microsoft das Produkt Visual Basic Classic – was Paul Allen nicht sehr erfreute –, dessen Erfolg auf die bereits bekannte Programmiersprache BASIC, im Gegensatz zu Toolbooks Programmiersprache OpenScript, und die Marktstellung Microsofts zurückzuführen war. Zu dem damaligen Zeitpunkt war Toolbook aber wesentlich besser für die Entwicklung von multimedialen Inhalten ausgerüstet als Visual Basic.
Die Umbenennung der Firma Asymetrix in click2Learn entstand daraus, dass Asymetrix das E-Learning-Portal click2Learn.com besaß. Um die Position des Portals zu stärken, nannte sich die Firma in ebendiesen Namen um. Im Jahr 2004 fusionierten die beiden Firmen click2Learn und Dozent und schufen so die bis heute bestehende Firma SumTotal Systems.
Viele Entwickler fanden über die Jahre Gefallen an Toolbook, welches vor allem für Kiosk-Systeme, CD-ROM-Software und Computer Based Training eingesetzt wurde und immer noch wird.

## TBCon
Seit 1999 findet jedes Jahr an drei Tagen im Juni oder Juli in Colorado Springs, USA, der Kongress TBCon statt, die Toolbook User Conference. Dort treffen sich Entwickler und Anwender von Toolbook, um gemeinsam Erfahrungen auszutauschen und über aktuelle Entwicklungen zu sprechen.
Während des Kongresses wird außerdem eine Auszeichnung für den innovativsten Einsatz von Toolbook durch die Teilnehmer verliehen.